# Secretaría de Agricultura y Ganadería (Honduras)
Secretaría de Agricultura y Ganadería de Honduras es el encargado de lo concerniente a la formulación, coordinación, ejecución y evaluación de las políticas relacionadas con la producción, conservación y comercialización de alimentos, la modernización de la agricultura y de la ganadería, la pesca, la acuicultura, la avicultura, la apicultura, la sanidad animal y vegetal. La generación y transferencia de tecnología agropecuaria, el riego y drenaje en actividades agrícolas; la distribución y venta de los insumos agrícolas que adquiera el Estado a cualquier título; las reglas a que estarán sujetos los insumos agrícolas la coordinación de las acciones relacionadas con la silvicultura, la dirección superior de los servicios de agro meteorología y la promoción de crédito agrícola.

## Página web
- Sitio oficial de la Secretaría de Agricultura y Ganadería

- Datos: Q6123175